# Un prophète
Ne doit pas être confondu avec Le Prophète (film, 2014).
Pour plus de détails, voir Fiche technique et Distribution.
Un prophète est un film français réalisé par Jacques Audiard, sorti en 2009.
Présenté en compétition officielle lors du Festival de Cannes 2009, il y obtient le Grand prix du jury. Quelques mois plus tard, il reçoit le Prix Louis-Delluc. Lors de la cérémonie des César de 2010, il gagne neuf récompenses, dont celles du meilleur film et du meilleur réalisateur.

## Synopsis
Malik El Djebena, un délinquant de 19 ans, est condamné à six ans de prison. Dès son arrivée en maison centrale, il est vite confronté aux dures relations avec ses codétenus. Il est par exemple rapidement menacé par des prisonniers qui lui volent ses chaussures et le rouent de coups lorsqu'il veut les récupérer. Il rencontre aussi Reyeb qui, dans les douches, lui fait des avances sexuelles en lui proposant du haschich contre une fellation.
Un clan mafieux corse profite de sa vulnérabilité : ils lui promettent leur protection s'il assassine Reyeb, qui s'apprête à témoigner contre eux, et ils le menacent de le tuer s'il refuse. Malik finit par accepter et les Corses le conseillent et l'entraînent pour le passage à l'action. Faisant semblant d'accepter la proposition de prostitution de Reyeb, Malik le rejoint dans sa cellule. Sa future victime fait alors preuve d'une certaine bonté envers lui, lui proposant de lui donner des livres et lui conseillant d'apprendre à lire. Malik exécute toutefois les ordres et égorge Reyeb avec une lame de rasoir, avant de quitter la cellule en maquillant la mort du détenu en suicide.
Il devient dès lors le protégé et le larbin de César Luciani, qui contrôle l'ensemble de la prison, les petits et gros trafics, avec l'aide de surveillants soudoyés. Petit à petit, Malik gagne la confiance de César qui décide de lui confier un certain nombre de missions. L'assassinat de Reyeb le hante régulièrement à travers des rêves ou des hallucinations, celui-ci lui apparaît régulièrement et il parle à cette apparition. Il se lie par ailleurs d'amitié avec un autre détenu, Ryad, qui lui apprend à lire.
Après avoir exécuté la moitié de sa peine, Malik obtient, avec l'aide de César, des permissions de sortie d'une journée que le vieux chef corse met à profit pour organiser ses affaires mafieuses à l'extérieur. Malik devient ainsi indispensable à Luciani, au moment où l'influence de ce dernier s'amenuise au sein de l'établissement pénitentiaire sous le double effet du transfert d'une partie des prisonniers corses près de leur famille et de la montée en puissance des Maghrébins plus ou moins liés aux réseaux religieux musulmans.
Bien qu'étant au service de César à qui il continue de prêter allégeance à la fois par crainte et intérêt, Malik profite de ses sorties pour organiser en parallèle son propre réseau de trafic en prison avec l'aide de Ryad (qui est sorti entre-temps), de Jordi, un prisonnier gitan, puis des « barbus » (surnom donné aux détenus islamistes).
César, trahi dans ses affaires à l'extérieur, décide de reprendre le pouvoir en négociant avec Brahim Lattrache, un concurrent marseillais lié aux Italiens, et en éliminant des traîtres au sein de son propre clan. Il confie à Malik la mission de s'allier localement avec Lattrache pour le partage du territoire puis de trouver une équipe pour exécuter un rival. Mais progressivement, Malik utilise à son profit les opérations de son vieux chef déclinant, en suivant avant tout la logique de ses propres intérêts.
Ses manœuvres lui permettent de devenir à son tour un prisonnier influent, alors que César est désormais isolé. En parallèle, Ryad, qui se sait condamné par un cancer des testicules, demande à Malik de s'occuper de sa femme et de son fils lorsqu'il aura purgé sa peine. À sa libération, celle-ci l'attend devant la prison.

## Fiche technique
Sauf indication contraire, les informations mentionnées dans cette section peuvent être confirmées par la base de données cinématographiques IMDb,  présente dans la section « Liens externes ».
- Titre original : Un prophète
- Titre italien : Il profeta
- Réalisation : Jacques Audiard

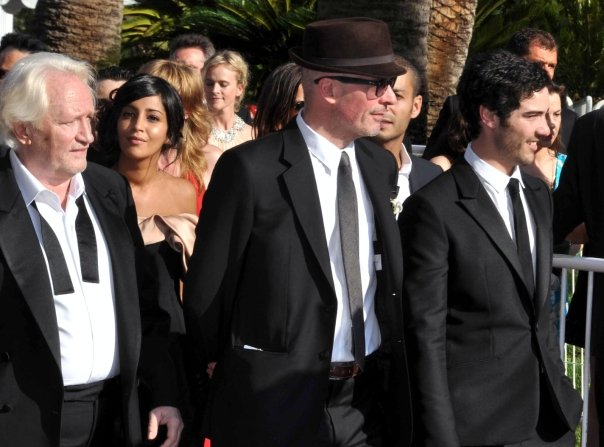
Niels Arestrup, Jacques Audiard et Tahar Rahim lors du festival de Cannes 2009.

- Scénario : Jacques Audiard et Thomas Bidegain, d'après un premier scénario d'Abdel Raouf Dafri et Nicolas Peufaillit, lui-même d'après une idée originale d'Abdel Raouf Dafri
- Musique : Alexandre Desplat
- Direction artistique : Etienne Rohde
- Décors : Michel Barthélémy
- Costumes : Virginie Montel
- Photographie : Stéphane Fontaine
- Son : Brigitte Taillandier, Marc Doisne, Jean-Paul Hurier, Francis Wargnier, Stephane Rabeau
- Montage : Juliette Welfling
- Production : Marco Cherqui, Pascal Caucheteux, Lauranne Bourrachot, Martine Cassinelli
  - Production exécutive : Antonin Dedet
- Sociétés de production[1] :
  - France : Why Not Productions, Page 114, Chic Films, France 2 Cinéma, Union Générale Cinématographique (UGC) et Celluloid Dreams, avec la participation de France 2, Canal+ et CinéCinéma, en association avec Sofica UGC 1, Sofica Soficinéma 4 et Soficinéma 5, avec le soutien de la région Île-de-France, le Conseil régional de Provence-Alpes-Côte d'Azur et le CNC
  - Italie : BIM Distribuzione
- Sociétés de distribution[2] : UGC Distribution (France) ; Bim Distribuzione (Italie) ; Cinemien BE (ex ABC Distribution ; Belgique) ; Métropole Films Distribution (Québec) ; Filmcoopi (Suisse romande)
- Budget : 12,48 millions d’€[3]
- Pays de production :  France,  Italie
- Langue originale : français
- Format[4] : couleur - 35 mm / D-Cinema - 1,85:1 (Panavision) - son DTS | Dolby Digital
- Genre : drame et film de gangsters
- Durée : 150 minutes
- Dates de sortie[5] :
  - France : 16 mai 2009 (Festival de Cannes) ; 26 août 2009 (sortie nationale)
  - Belgique : 26 août 2009[6]
  - Suisse romande : 2 septembre 2009[7]
  - Québec : 26 février 2010[8]
  - Italie : 19 mars 2010 (sortie nationale) ; 13 juin 2016 (Biografilm Festival)
- Classification[9] :
  - France : interdit aux moins de 12 ans[10],[Note 1]
  - Italie : tous publics (T - film per tutti)[11]
  - Belgique : tous publics (Alle Leeftijden)[6]
  - Québec : 16 ans et plus (violence) (16+ / 16 years and over)[8]
  - Suisse romande : interdit aux moins de 14 ans[12]

## Distribution
- Tahar Rahim : Malik El Djebena
- Niels Arestrup : César Luciani
- Adel Bencherif : Ryad
- Reda Kateb : Jordi, le gitan
- Hichem Yacoubi : Reyeb, la première « mission » de Malik
- Jean-Philippe Ricci : Vettori, un homme de Luciani
- Gilles Cohen : Prof
- Pierre Leccia : Sampierro, l'avocat de Luciani
- Antoine Basler : Pilicci
- Foued Nassah : Antaro
- Jean-Emmanuel Pagni : Santi
- Frédéric Graziani : le chef de détention
- Leïla Bekhti : Djamila, la femme de Ryad
- Rabah Loucif : l'avocat de Malik
- Slimane Dazi : Brahim Lattrache, le caïd de Marseille
- Serge Onteniente : le juge d'application des peines
- Hervé Temime : le procureur
- Taha Lemaizi : Hassan
- Mohamed Makhtoumi : Tarik
- Karim Leklou : un prisonnier musulman
- Farid Larbi : un prisonnier musulman
- Mamadou Minte : Latif, dit « l'Égyptien »
- Guillaume Verdier : Michka
- Pascal Henault : Ceccaldi
- Cindy Danel : Sophie, la prostituée
- Hedi Bouchenafa : un prisonnier rebelle (non crédité)
- Alaa Oumouzoune : un prisonnier rebelle (non crédité)[réf. nécessaire]
- Demon One : le prisonnier racketteur (non crédité)[réf. nécessaire]

## Bande originale
La musique originale est composée par Alexandre Desplat. La bande originale commercialisée inclut également des titres préexistants utilisés dans le film, ainsi que certains dialogues et bruitages mixés avec la musique de Desplat :
1. Le Dépôt - répliques de Tahar Rahim et Niels Arestrup
2. Runeii - Talk Talk
3. Interlude - répliques de Tahar Rahim et Niels Arestrup
4. Bridging The Gap - Nas feat. Olu Dara
5. Corner of my Room - Turner Cody
6. Interlude bis - répliques de Tahar Rahim et Niels Arestrup
7. Take Me Home With You, Baby - Jessie Mae Hemphill
8. Récite - répliques de Tahar Rahim et Niels Arestrup
9. Un prophète
10. Les Rêves
11. La Neige
12. La Sortie
13. Le Respect
14. Visions
15. Le Ciel
16. Du Drahan Pour l'Imam
17. Le Pouvoir
18. Gunfight
19. Vie et Mort
20. La Prophétie
21. Fouille
22. Mack the Knife - Jimmie Dale Gilmore

## Accueil

### Accueil critique
Lors de sa présentation à Cannes, Un prophète reçoit un accueil critique triomphal lors de sa projection de la part des spectateurs et de la presse, notamment grâce à la prestation de Tahar Rahim dont c'est le premier rôle au cinéma, plaçant le film comme l'un des favoris pour la Palme d'or,,,,. Il reçoit finalement le Grand Prix du Jury.
Sur l'agrégateur américain Rotten Tomatoes, le film cumule 97 % d'opinions favorables pour 158 critiques. Sur Metacritic, il obtient une note moyenne de 90⁄100 pour 31 critiques.
En France, le site Allociné propose une note moyenne de 4,6⁄5 à partir de l'interprétation de critiques provenant de 24 titres de presse.

### Box-office
| Film        | Box-office France | Box-Office Étranger | Total             |
| ----------- | ----------------- | ------------------- | ----------------- |
| Un prophète | 1 309 184 entrées | 991 223 entrées     | 2 300 407 entrées |

## Distinctions
Entre 2009 et 2018, Un prophète a été sélectionné ou nommé plus de 120 fois dans diverses catégories et a remporté une cinquantaine de récompenses,.

### Distinctions 2009
- 2009 : Grand Prix du Jury au 62e Festival de Cannes
- 2009 : Prix du meilleur film au Festival du film de Londres[25]
- 2009 : Prix Louis-Delluc
- 2009 : Prix Méliès du Syndicat français de la critique de cinéma
- 2009 : Prix du meilleur acteur européen pour Tahar Rahim

### Distinctions 2010
| Cérémonie ou récompense                                                          | Catégorie / Récompense                                            | Nommé(es) / Lauréat(es)                                                   | Nommé(es) / Lauréat(es) |
| -------------------------------------------------------------------------------- | ----------------------------------------------------------------- | ------------------------------------------------------------------------- | ----------------------- |
| Association des critiques de cinéma d'Austin                                     | Prix AFCA du meilleur film en langue étrangère                    | Jacques Audiard                                                           | Lauréat                 |
| Association des critiques de cinéma d'Austin                                     | Meilleur film                                                     | Un prophète                                                               | Nomination              |
| Association des critiques de cinéma de Chicago                                   | Prix CFCA du meilleur film en langue étrangère                    | Un prophète                                                               | Lauréat                 |
| Association des critiques de cinéma de Chicago                                   | Acteur le plus prometteur                                         | Tahar Rahim                                                               | Nomination              |
| Association des critiques de cinéma de Los Angeles                               | Prix LAFCA du meilleur acteur dans un second rôle                 | Niels Arestrup                                                            | Lauréat                 |
| Association des critiques de cinéma de l'Utah                                    | Prix UFCA du meilleur film non anglophone                         | Un prophète                                                               | Lauréat                 |
| Association des critiques de cinéma de Saint-Louis                               | Meilleur film en langue étrangère                                 | Un prophète                                                               | Nomination              |
| Association des critiques de cinéma du Nord du Texas                             | Prix NTFCA du meilleur film en langue étrangère                   | Un prophète                                                               | Lauréat                 |
| Cercle des critiques de cinéma de Dublin                                         | Prix DFCC du meilleur film                                        | Un prophète                                                               | Lauréat                 |
| Cercle des critiques de cinéma de Dublin                                         | Prix DFCC du meilleur réalisateur                                 | Jacques Audiard                                                           | Lauréat                 |
| Cercle des critiques de cinéma de Dublin                                         | Prix DFCC du meilleur acteur                                      | Tahar Rahim                                                               | Lauréat                 |
| Cercle des critiques de cinéma de l'Oklahoma                                     | Prix OFCC du meilleur film en langue étrangère                    | Un prophète                                                               | Lauréat                 |
| Cercle des critiques de cinéma de Londres                                        | Prix ALFS du meilleur film de l'année                             | Un prophète                                                               | Lauréat                 |
| Cercle des critiques de cinéma de Londres                                        | Meilleur acteur de l'année                                        | Tahar Rahim                                                               | Nomination              |
| Cercle des critiques de cinéma de Londres                                        | Meilleur réalisateur de l'année                                   | Jacques Audiard                                                           | Nomination              |
| Cercle des critiques de cinéma de Londres                                        | Meilleur scénariste de l'année                                    | Jacques Audiard et Thomas Bidegain                                        | Nomination              |
| Cercle des critiques de cinéma de Londres                                        | Meilleur film en langue étrangère de l'année                      | Un prophète                                                               | Nomination              |
| César                                                                            | César du meilleur film                                            | Jacques Audiard, Grégoire Sorlat, Pascal Caucheteux et Marco Cherqui      | Lauréat                 |
| César                                                                            | César de la meilleure réalisation                                 | Jacques Audiard                                                           | Lauréat                 |
| César                                                                            | César du meilleur acteur                                          | Tahar Rahim                                                               | Lauréat                 |
| César                                                                            | César du meilleur acteur dans un second rôle                      | Niels Arestrup                                                            | Lauréat                 |
| César                                                                            | César du meilleur espoir masculin                                 | Tahar Rahim                                                               | Lauréat                 |
| César                                                                            | César de la meilleure photographie                                | Stéphane Fontaine                                                         | Lauréat                 |
| César                                                                            | César des meilleurs décors                                        | Michel Barthélémy                                                         | Lauréat                 |
| César                                                                            | César du meilleur montage                                         | Juliette Welfling                                                         | Lauréat                 |
| César                                                                            | César du meilleur scénario original                               | Jacques Audiard, Thomas Bidegain, Abdel Raouf Dafri et Nicolas Peufaillit | Lauréat                 |
| César                                                                            | Meilleur espoir masculin                                          | Adel Bencherif                                                            | Nomination              |
| César                                                                            | Meilleure musique écrite pour un film                             | Alexandre Desplat                                                         | Nomination              |
| César                                                                            | Meilleur son                                                      | Jean-Paul Hurier, Francis Wargnier et Brigitte Taillandier                | Nomination              |
| César                                                                            | Meilleurs costumes                                                | Virginie Montel                                                           | Nomination              |
| Esprit du film indépendant                                                       | Meilleur film étranger                                            | Jacques Audiard                                                           | Nomination              |
| Etoiles d'Or de la Presse du Cinéma Français                                     | Étoile d’or du film français                                      | Jacques Audiard                                                           | Lauréat                 |
| Etoiles d'Or de la Presse du Cinéma Français                                     | Étoile d’or de la révélation masculine française                  | Tahar Rahim                                                               | Lauréat                 |
| Etoiles d'Or de la Presse du Cinéma Français                                     | Étoile d’or du réalisateur français                               | Jacques Audiard                                                           | Lauréat                 |
| Etoiles d'Or de la Presse du Cinéma Français                                     | Étoile d’or du scénario français                                  | Jacques Audiard, Thomas Bidegain, Abdel Raouf Dafri et Nicolas Peufaillit | Lauréat                 |
| Etoiles d'Or de la Presse du Cinéma Français                                     | Étoile d’or du compositeur de musique originale de films français | Alexandre Desplat                                                         | Lauréat                 |
| Globe de Cristal                                                                 | Globe de Cristal du meilleur film                                 | Jacques Audiard                                                           | Lauréat                 |
| Globe de Cristal                                                                 | Globe de Cristal du meilleur acteur                               | Tahar Rahim                                                               | Lauréat                 |
| Golden Globes                                                                    | Meilleur film en langue étrangère                                 | Un prophète                                                               | Nomination              |
| Grand Prix international de doublage (Gran Premio Internazionale del Doppiaggio) | Prix du film de la meilleure direction de doublage                | Rodolfo Bianchi                                                           | Lauréat                 |
| Grand Prix international de doublage (Gran Premio Internazionale del Doppiaggio) | Meilleur acteur de doublage voix                                  | Francesco Pezzulli                                                        | Nomination              |
| Lumières de la presse étrangère                                                  | Lumière de la meilleure mise en scène                             | Jacques Audiard                                                           | Lauréat                 |
| Lumières de la presse étrangère                                                  | Lumière du meilleur acteur                                        | Tahar Rahim                                                               | Lauréat                 |
| Lumières de la presse étrangère                                                  | Meilleur film                                                     | Jacques Audiard                                                           | Nomination              |
| Lumières de la presse étrangère                                                  | Meilleur scénario                                                 | Jacques Audiard, Abdel Raouf Dafri, Thomas Bidegain et Nicolas Peufaillit | Nomination              |
| Oscars                                                                           | Meilleur film international                                       | Jacques Audiard                                                           | Nomination              |
| Prix Amanda                                                                      | Meilleur long métrage étranger                                    | Jacques Audiard                                                           | Nomination              |
| Prix BBC Four World Cinema                                                       | Prix BBC Four World Cinema                                        | Un prophète                                                               | Nomination              |
| Prix David di Donatello                                                          | Meilleur film européen                                            | Jacques Audiard                                                           | Nomination              |
| Prix de l'esprit indépendant                                                     | Meilleur film étranger                                            | Jacques Audiard                                                           | Nomination              |
| Prix du cinéma en ligne italien (IOMA) (Italian Online Movie Awards (IOMA))      | Meilleur film                                                     | Un prophète                                                               | Nomination              |
| Prix du cinéma en ligne italien (IOMA) (Italian Online Movie Awards (IOMA))      | Meilleur réalisateur                                              | Jacques Audiard                                                           | Nomination              |
| Prix du cinéma en ligne italien (IOMA) (Italian Online Movie Awards (IOMA))      | Meilleur acteur dans un second rôle                               | Niels Arestrup                                                            | Nomination              |
| Prix du cinéma en ligne italien (IOMA) (Italian Online Movie Awards (IOMA))      | Meilleur scénario original                                        | Thomas Bidegain, Jacques Audiard, Abdel Raouf Dafri et Nicolas Peufaillit | Nomination              |
| Prix du Derby d'or                                                               | Meilleur film en langue étrangère                                 | Un prophète                                                               | Nomination              |
| Récompenses des arts du cinéma et de la télévision de la British Academy         | BAFTA du meilleur film en langue étrangère                        | Jacques Audiard                                                           | Lauréat                 |
| Société des critiques de cinéma de Las Vegas                                     | Meilleur film en langue étrangère                                 | Un prophète                                                               | Nomination              |
| Sondage de l'hebdomadaire The Village Voice                                      | Meilleur acteur                                                   | Tahar Rahim                                                               | Nomination              |
| Syndicat français de la critique de cinéma et des films de télévision            | Prix de la critique du meilleur film                              | Un prophète                                                               | Lauréat                 |
| Syndicat national des journalistes cinématographiques italiens                   | Meilleur réalisateur européen                                     | Jacques Audiard                                                           | Nomination              |

### Distinctions 2011
| Festivals de cinéma | Catégorie / Récompense                                           | Nommé(es) / Lauréat(es)                                                   | Nommé(es) / Lauréat(es) |
| --- | ---------------------------------------------------------------- | ------------------------------------------------------------------------- | ----------------------- |
| Alliance des femmes journalistes de cinéma                                                                                  | Meilleur film en langue étrangère                                | Jacques Audiard                                                           | Nomination              |
| Association des critiques de cinéma du centre de l'Ohioa                                                                    | Meilleur film en langue étrangère                                | Un prophète                                                               | Nomination              |
| Association des écrivains cinématographiques d'Andalousie (ASECAN - Asociación de Escritores Cinematográficos de Andalucía) | Prix ASECAN du meilleur film étranger                            | Jacques Audiard                                                           | Lauréat                 |
| Association du cinéma et de la télévision en ligne                                                                          | Prix OFTA du meilleur film en langue étrangère                   | Un prophète                                                               | Lauréat                 |
| Association du cinéma et de la télévision en ligne                                                                          | Meilleure révélation masculine                                   | Tahar Rahim                                                               | Nomination              |
| Bodil | Meilleur film non américain                                      | Jacques Audiard                                                           | Nomination              |
| Cadres argentés | Prix Cadres Argentés du meilleur film étranger                   | Jacques Audiard                                                           | Lauréat                 |
| Cercle des critiques de cinéma d'Australie                                                                                  | Meilleur film en langue étrangère                                | Jacques Audiard                                                           | Nomination              |
| Cercle des critiques de cinéma de Vancouver                                                                                 | Meilleur film en langue étrangère                                | Un prophète                                                               | Nomination              |
| Grands Prix de la vidéo et de la VOD                                                                                        | Prix des professionnels - Meilleur DVD                           | Jacques Audiard                                                           | Lauréat                 |
| Prix CinEuphoria | CinEuphoria de la meilleure affiche - Compétition internationale | Un prophète                                                               | Lauréat                 |
| Prix CinEuphoria | CinEuphoria du meilleur réalisateur - Compétition internationale | Jacques Audiard                                                           | Lauréat                 |
| Prix CinEuphoria | CinEuphoria du meilleur acteur - Compétition internationale      | Tahar Rahim                                                               | Lauréat                 |
| Prix CinEuphoria | Top 10 de l'année - Compétition internationale                   | Jacques Audiard                                                           | Lauréat                 |
| Prix du cinéma et de la télévision irlandais                                                                                | Meilleur film international                                      | Un prophète                                                               | Nomination              |
| Prix du cinéma et de la télévision irlandais                                                                                | Meilleur acteur international                                    | Tahar Rahim                                                               | Nomination              |
| Prix du cinéma polonais (Polish Film Awards)                                                                                | Meilleur film européen                                           | Un prophète                                                               | Nomination              |
| Prix Gopo | Meilleur film européen                                           | Jacques Audiard                                                           | Nomination              |
| Prix Goya | Meilleur film européen                                           | Un prophète                                                               | Nomination              |
| Prix Guarani (Prêmio Guarani)                                                                                               | Meilleur film en langue étrangère                                | Jacques Audiard                                                           | Nomination              |
| Prix internationaux du cinéma en ligne (INOCA) (International Online Cinema Awards (INOCA))                                 | INOCA du meilleur film en langue étrangère                       | Jacques Audiard                                                           | Lauréat                 |
| Prix internationaux du cinéma en ligne (INOCA) (International Online Cinema Awards (INOCA))                                 | Meilleur film                                                    | Un prophète                                                               | Nomination              |
| Prix internationaux du cinéma en ligne (INOCA) (International Online Cinema Awards (INOCA))                                 | Meilleur acteur                                                  | Tahar Rahim                                                               | Nomination              |
| Prix internationaux du cinéma en ligne (INOCA) (International Online Cinema Awards (INOCA))                                 | Meilleur acteur dans un second rôle                              | Niels Arestrup                                                            | Nomination              |
| Roberts - Prix du cinéma danois                                                                                             | Meilleur film non américain                                      | Jacques Audiard                                                           | Nomination              |
| Société des critiques de cinéma internationale (International Cinephile Society Awards)                                     | Prix ICS du meilleur film                                        | Un prophète                                                               | Lauréat                 |
| Société des critiques de cinéma internationale (International Cinephile Society Awards)                                     | Prix ICS du meilleur réalisateur                                 | Jacques Audiard                                                           | Lauréat                 |
| Société des critiques de cinéma internationale (International Cinephile Society Awards)                                     | Prix ICS du meilleur acteur dans un second rôle                  | Niels Arestrup                                                            | Lauréat                 |
| Société des critiques de cinéma internationale (International Cinephile Society Awards)                                     | Prix ICS du meilleur film en langue étrangère                    | Un prophète                                                               | Lauréat                 |
| Société des critiques de cinéma internationale (International Cinephile Society Awards)                                     | Meilleur scénario adapté                                         | Jacques Audiard, Abdel Raouf Dafri, Thomas Bidegain et Nicolas Peufaillit | Nomination              |
| Société des critiques de cinéma internationale (International Cinephile Society Awards)                                     | Meilleur acteur                                                  | Tahar Rahim                                                               | Nomination              |
| Société des critiques de films en ligne                                                                                     | Meilleur film en langue étrangère                                | Un prophète                                                               | Nomination              |
| Société nationale des critiques de cinéma                                                                                   | Meilleur film en langue étrangère                                | Un prophète                                                               | Nomination              |

## Autour du film
- Antonin Peretjatko a réalisé un documentaire de 71 minutes sur le tournage du film intitulé Derrière les barreaux.
- Le 19 octobre 2018, le scénariste Abdel Raouf Dafri annonce que le film sera bientôt décliné en série télévisée et qu'il se chargera lui-même de l'écrire, accompagné de Nicolas Peufaillit[26]. La diffusion est prévue en 2024.